# Wilhelm-Strater-Straße 29 (Mönchengladbach)

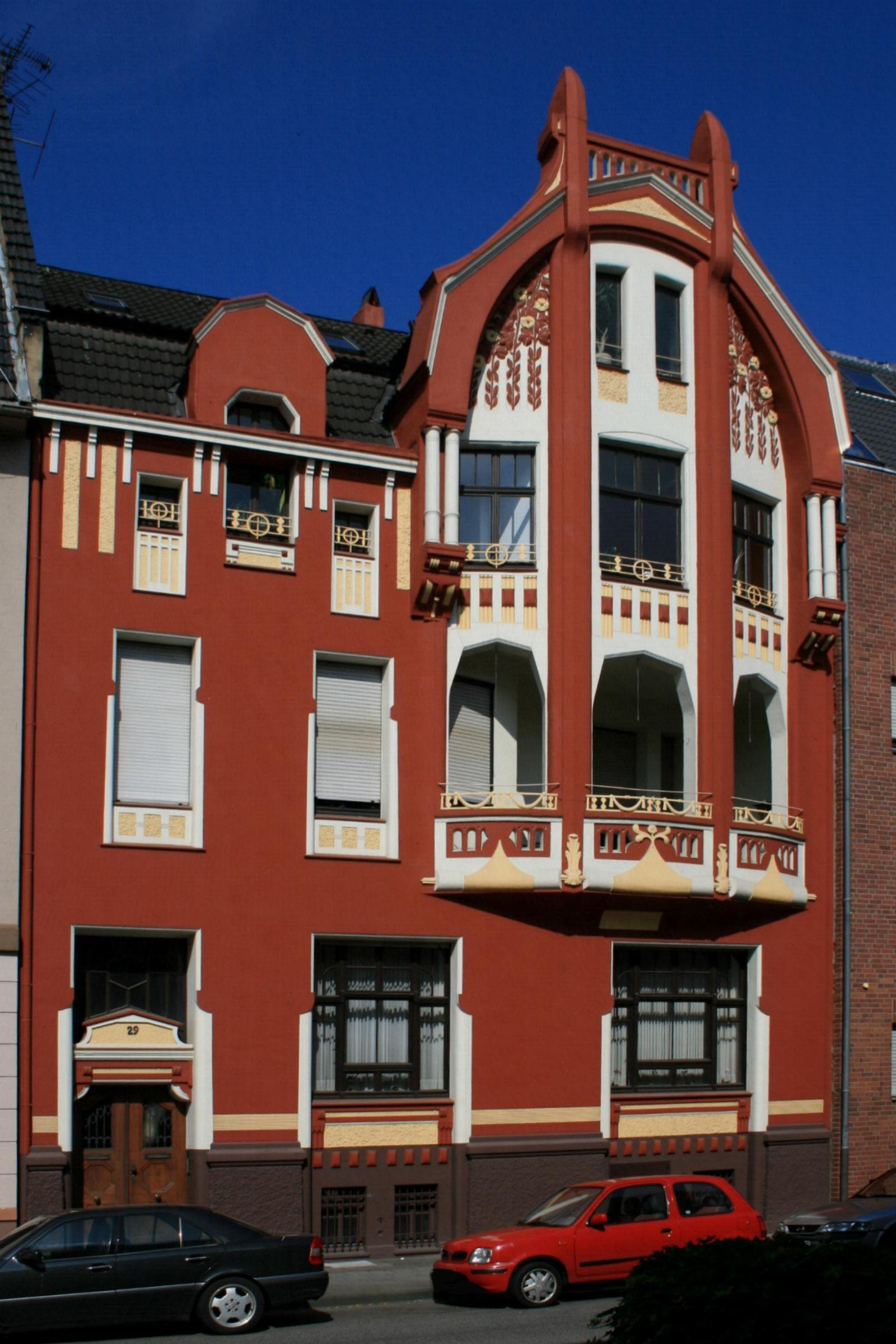
Wohnhaus (2010)

Das Wohnhaus Wilhelm-Strater-Straße 29 steht im Stadtteil Rheydt in Mönchengladbach (Nordrhein-Westfalen).
Das Gebäude wurde 1905 erbaut. Es ist unter Nr. W 030 am 23. Juni 1992 in die Denkmalliste der Stadt Mönchengladbach eingetragen worden.

## Lage
Das Gebäude liegt in der Wilhelm-Strater-Straße in Rheydt, die die Mühlenstraße mit der Nordstraße verbindet.

## Architektur
Bei dem Gebäude handelt es sich um ein zweigeschossiges, traufständiges, unregelmäßig vielachsiges Wohnhaus unter einem Mansarddach mit einem Zwerchhaus und Erker aus dem Jahre 1905.
Das Objekt ist aus städtebaulichen und architektonischen Gründen als Baudenkmal schützenswert.